# Regierung Löfven II

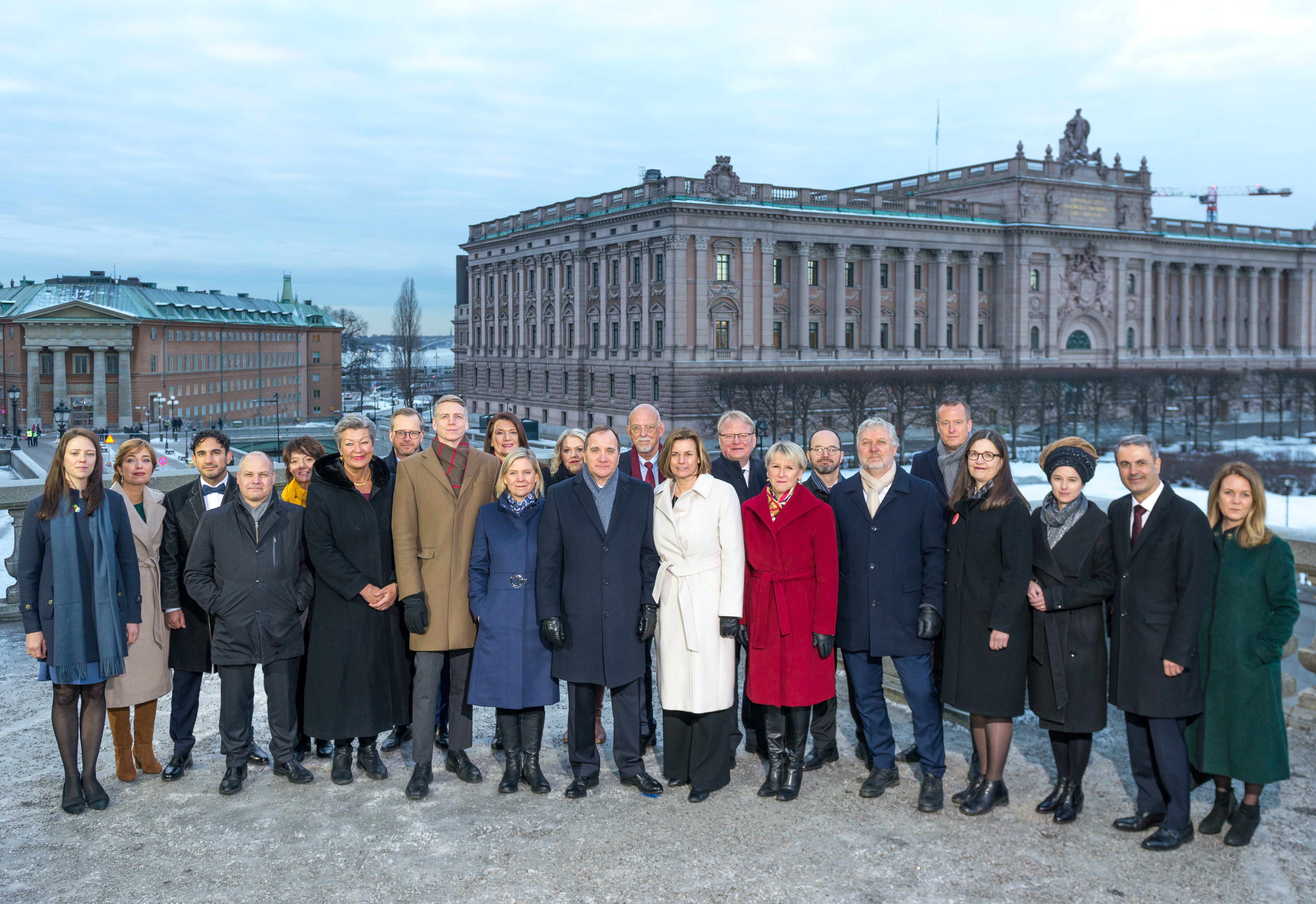
Das Kabinett am Tage der Amtseinführung

Die Regierung Löfven II war vom 21. Januar 2019 bis zum 9. Juli 2021 die amtierende schwedische Regierung. Es war eine aus den Sozialdemokraten und den Grünen bestehende Minderheitsregierung.

## Hintergrund
Nach der Parlamentswahl am 9. September 2018 gab es vier Monate währende Verhandlung unter anderem zwischen den Sozialdemokraten, den Grünen, der Zentrumspartei und den Liberalen. Diese vier Parteien schlossen im Januar 2019 eine Vereinbarung. Die geschäftsführend im Amt gebliebene Regierung Löfven I musste zunächst gemäß dem von Reichstag am 12. Dezember 2018 angenommenen Haushaltsplan von Moderaten und Christdemokraten regieren. Mit nur 116 von 349 Sitzen (33 %) im Reichstag (schwedisches Parlament) galt die rot-grüne Koalition als eine der schwächsten Minderheitsregierungen der schwedischen Geschichte und war auf die Unterstützung anderer Parteien im Reichstag angewiesen. Löfven kündigte am 21. Januar 2019 in einer Parlamentssitzung seine Kabinettsminister an; nach einem offiziellen Regierungstreffen mit König Carl XVI. Gustaf konstituierte sich das Kabinett.
Am 10. September 2019 wurde eine Regierungsumbildung notwendig, weil Ylva Johansson für die Europäische Kommission nominiert worden war und Margot Wallström ihren Rücktritt angekündigt hatte. Die bisherige Handelsministerin Ann Linde übernahm die Leitung des Außenministeriums von Wallström und wurde durch Anna Hallberg abgelöst. Eva Nordmark ersetzte die bisherige Arbeitsministerin Johansson.

## Misstrauensvotum
Am 21. Juni 2021 fasste der schwedische Reichstag ein Misstrauensvotum gegen die Regierung. Der Misstrauensantrag war von Sverigedemokraterna initiiert worden. Unterstützung fand der Antrag durch die sozialistische Vänsterpartiet, die mit einer Liberalisierung der Mietmarktspolitik unzufrieden war. Außerdem unterstützten konservative Parteien den Antrag, da ihnen die Politik gegen Arbeitslosigkeit und Kriminalität nicht weit genug ging. Nach dem Misstrauensvotum muss die Regierung innerhalb einer Woche entweder zurücktreten oder Neuwahlen ausrufen. Stefan Löfven entschied sich für einen Rücktritt. Parlamentspräsident Andreas Norlén beauftragte Oppositionsführer Ulf Kristersson, Vorsitzender der Moderaten Sammlungspartei, die Bildung einer neuen Regierung zu versuchen. Dieser gab den Auftrag noch vor Ablauf der vorgesehenen Frist zurück, wonach erneut Löfven zum Zuge kam. Am 7. Juli 2021 wurde Löfven erneut zum Ministerpräsidenten gewählt und präsentierte zwei Tage später sein neues Kabinett.

## Minister
| Portfolio                                                                          | Minister            | Partei                     | Amtsantritt        | Amtsniederlegung   |
| ---------------------------------------------------------------------------------- | ------------------- | -------------------------- | ------------------ | ------------------ |
| Staatskanzlei                                                                      |                     |                            |                    |                    |
| Ministerpräsident                                                                  | Stefan Löfven       | Sozialdemokratische Partei | 21. Januar 2019    |                    |
| EU                                                                                 | Hans Dahlgren       | Sozialdemokratische Partei | 21. Januar 2019    |                    |
| Justizministerium                                                                  |                     |                            |                    |                    |
| Justiz und Migration stellvertretender Ministerpräsident (seit 10. September 2019) | Morgan Johansson    | Sozialdemokratische Partei | 21. Januar 2019    |                    |
| Inneres                                                                            | Mikael Damberg      | Sozialdemokratische Partei | 21. Januar 2019    |                    |
| Außenministerium                                                                   |                     |                            |                    |                    |
| Auswärtiges stellvertretende Ministerpräsidentin (bis 10. September 2019)          | Margot Wallström    | Sozialdemokratische Partei | 21. Januar 2019    | 10. September 2019 |
| Auswärtiges                                                                        | Ann Linde           | Sozialdemokratische Partei | 10. September 2019 |                    |
| Handel, nordische Zusammenarbeit                                                   | Ann Linde           | Sozialdemokratische Partei | 21. Januar 2019    | 10. September 2019 |
| Handel, nordische Zusammenarbeit                                                   | Anna Hallberg       | Sozialdemokratische Partei | 10. September 2019 |                    |
| Internationale Entwicklungszusammenarbeit                                          | Peter Eriksson      | Grüne Partei               | 21. Januar 2019    | 17. Dezember 2020  |
| Internationale Entwicklungszusammenarbeit                                          | Isabella Lövin      | Grüne Partei               | 17. Dezember 2020  | 5. Februar 2021    |
| Internationale Entwicklungszusammenarbeit                                          | Per Olsson Fridh    | Grüne Partei               | 5. Februar 2021    |                    |
| Verteidigungsministerium                                                           |                     |                            |                    |                    |
| Verteidigung                                                                       | Peter Hultqvist     | Sozialdemokratische Partei | 21. Januar 2019    |                    |
| Ministerium für Gesundheit und Soziales                                            |                     |                            |                    |                    |
| Gesundheit und soziale Angelegenheiten                                             | Lena Hallengren     | Sozialdemokratische Partei | 21. Januar 2019    |                    |
| Sozialversicherungen                                                               | Annika Strandhäll   | Sozialdemokratische Partei | 21. Januar 2019    | 1. Oktober 2019    |
| Sozialversicherungen                                                               | Ardalan Shekarabi   | Sozialdemokratische Partei | 1. Oktober 2019    |                    |
| Finanzministerium                                                                  |                     |                            |                    |                    |
| Finanzen                                                                           | Magdalena Andersson | Sozialdemokratische Partei | 21. Januar 2019    |                    |
| Finanzmärkte, Wohnungswesen stellvertretender Finanzminister                       | Per Bolund          | Grüne Partei               | 21. Januar 2019    | 5. Februar 2021    |
| Finanzmärkte, Wohnungswesen stellvertretender Finanzminister                       | Åsa Lindhagen       | Grüne Partei               | 5. Februar 2021    |                    |
| Öffentliche Verwaltung Verbraucherfragen                                           | Ardalan Shekarabi   | Sozialdemokratische Partei | 21. Januar 2019    | 1. Oktober 2019    |
| Öffentliche Verwaltung Verbraucherfragen                                           | Lena Micko          | Sozialdemokratische Partei | 1. Oktober 2019    |                    |
| Ministerium für Bildung und Forschung                                              |                     |                            |                    |                    |
| Bildung                                                                            | Anna Ekström        | Sozialdemokratische Partei | 21. Januar 2019    |                    |
| Höhere Bildung und Forschung                                                       | Matilda Ernkrans    | Sozialdemokratische Partei | 21. Januar 2019    |                    |
| Ministerium für Umwelt und Energie                                                 |                     |                            |                    |                    |
| Umwelt und Klima Vize-Ministerpräsident                                            | Isabella Lövin      | Grüne Partei               | 21. Januar 2019    | 5. Februar 2021    |
| Umwelt und Klima Vize-Ministerpräsident                                            | Per Bolund          | Grüne Partei               | 5. Februar 2021    |                    |
| Ministerium für Unternehmen und Innovation                                         |                     |                            |                    |                    |
| Wirtschaft                                                                         | Ibrahim Baylan      | Sozialdemokratische Partei | 21. Januar 2019    |                    |
| Ländlicher Raum                                                                    | Jennie Nilsson      | Sozialdemokratische Partei | 21. Januar 2019    |                    |
| Ministerium für Kultur                                                             |                     |                            |                    |                    |
| Kultur- und Demokratie, Sport                                                      | Amanda Lind         | Grüne Partei               | 21. Januar 2019    |                    |
| Arbeitsministerium                                                                 |                     |                            |                    |                    |
| Arbeitsmarktfragen                                                                 | Ylva Johansson      | Sozialdemokratische Partei | 21. Januar 2019    | 10. September 2019 |
| Arbeitsmarktfragen                                                                 | Eva Nordmark        | Sozialdemokratische Partei | 10. September 2019 |                    |
| Gleichstellung der Geschlechter, Integration                                       | Åsa Lindhagen       | Grüne Partei               | 21. Januar 2019    | 5. Februar 2021    |
| Gleichstellung der Geschlechter, Integration                                       | Märta Stenevi       | Grüne Partei               | 5. Februar 2021    |                    |
| Ministerium für Infrastruktur                                                      |                     |                            |                    |                    |
| Infrastruktur                                                                      | Tomas Eneroth       | Sozialdemokratische Partei | 21. Januar 2019    |                    |
| Energie, digitale Entwicklung                                                      | Anders Ygeman       | Sozialdemokratische Partei | 21. Januar 2019    |                    |